# Aneflus bullocki
Aneflus bullocki är en skalbaggsart som beskrevs av Chemsak och Giesbert 1986. Aneflus bullocki ingår i släktet Aneflus och familjen långhorningar. Inga underarter finns listade i Catalogue of Life.